# Martin Košťál
Martin Košťál (ur. 23 lutego 1996 w Nowych Zamkach) – słowacki piłkarz występujący na pozycji pomocnika w słowackim klubie ViOn Zlaté Moravce.

## Kariera klubowa
Wychowanek klubu FKM Nové Zámky z rodzinnego miasta Nowe Zamki. W latach 2011–2013 trenował w FC Nitra, by następnie powrócić do macierzystego zespołu. W połowie 2014 roku wypożyczono go do Spartaka Trnawa B. W styczniu 2015 roku został zawodnikiem Spartaka na zasadzie transferu definitywnego, kontynuując karierę w rezerwach klubu. Na początku 2016 roku włączono go kadry pierwszego zespołu. 19 marca 2016 rozegrał pierwszy mecz w Super Lidze w spotkaniu przeciwko FC DAC 1904 Dunajská Streda (1:0). Miesiąc później zdobył premierową bramkę w lidze słowackiej w meczu przeciwko MFK Skalica (5:1). W lipcu 2016 roku zadebiutował w europejskich pucharach w spotkaniu z FC Szirak Giumri (2:0) w kwalifikacjach Ligi Europy 2016/17. Latem 2017 roku, po wygaśnięciu kontraktu, postanowił odejść z klubu. Ogółem zaliczył on w barwach Spartaka 18 ligowych występów, w których strzelił 1 gola.
W czerwcu 2017 roku rozpoczął testy w Wiśle Kraków prowadzonej przez Kiko Ramíreza. Miesiąc później podpisał dwuletnią umowę. 26 sierpnia 2017 zadebiutował w Ekstraklasie w zremisowanym 1:1 spotkaniu z Lechią Gdańsk. 19 sierpnia 2018 zdobył pierwszą bramkę w polskiej lidze w meczu przeciwko Lechowi Poznań (5:2). W styczniu 2019 roku, z powodu poważnych problemów finansowych Wisły, odszedł z klubu i przeniósł się do Jagiellonii Białystok.